# Riserva naturale Foce Sele-Tanagro
La riserva naturale regionale Foce Sele-Tanagro è un'area naturale protetta gestita dall'Ente Riserve "Foce Sele-Tanagro" e "Monti Eremita Marzano" situata nella provincia di Salerno e Avellino.

## Territorio
Istituita ai sensi della legge regionale 33/1993 dalla Regione Campania, si estende per 7284 ettari lungo la fascia litoranea che fiancheggia la foce del fiume Sele nei Comuni di Capaccio-Paestum e di Eboli, sulle sponde dei fiumi Sele, Tanagro, Calore e dei torrenti Platano Bianco e Melandro.
L’area naturale protetta interessa trentanove comuni, nelle province di Avellino e di Salerno. Si tratta di un territorio caratterizzato da elevatissima qualità ambientale, riconosciuta a livello europeo, come testimoniato dalla presenza al suo interno di ben tre Zone di Conservazione Speciale (ZCS) e una Zona di Protezione Speciale (ZPS): ZCS Fasce litoranee a destra e sinistra del fiume Sele, ZCS Alta Valle del fiume Calore salernitano, ZCS fiumi Tanagro e Sele, ZPS Medio corso del Fiume Sele-Persano.
Nel suo territorio sono presenti, inoltre, l’Oasi di Persano, una zona umida di interesse internazionale riconosciuta ai sensi della Convenzione di Ramsar del 1971, che ospita numerose e rarissime specie vegetali e animali, le sorgenti termali di Contursi Terme, le Grotte di Pertosa e Castelcivita, siti speleologici di importanza internazionale, il sito archeologico Hera Argiva nel Comune di Capaccio-Paestum.

## Comuni
Albanella, Altavilla Silentina, Aquara, Atena Lucana, Auletta, Buccino, Buonabitacolo, Caggiano, Calabritto, Campagna, Capaccio, Caposele, Casalbuono, Castel San Lorenzo, Castelcivita, Colliano, Controne, Contursi Terme, Eboli, Montesano sulla Marcellana, Oliveto Citra, Padula, Pertosa, Petina, Polla, Postiglione, Ricigliano, Romagnano al Monte, Roccadaspide, Sala Consilina, Salvitelle, San Rufo, Sant'Arsenio, Sassano, Senerchia, Serre, Sicignano degli Alburni, Teggiano, Valva.

## Flora
Le sponde dei due fiumi sono ricche di boschi igrofili di pioppo, salice ed ontano, oltre a canneti di giunchi.

### La pineta e la duna
Lungo i litorali nord e sud della foce del Sele è presente una florida pineta impiantata negli anni trenta del secolo scorso durante le operazioni di bonifica dell'Italia Meridionale.
La pineta fu messa a dimora con lo scopo di proteggere le aree coltivate dell'entroterra dai danni apportati dalla salsedine specialmente durante le mareggiate.
È costituita da un bosco di pino italico, pino d'Aleppo e nicchie di vegetazione igrofila(pioppo, salice, corniolo, alloro, mirto).
Il bosco di pino italico è habitat naturale del tartufo bianco “bianchetto o marzuolo” e rilevante è anche la presenza di orchidee come la Cefalantera bianca. Noti anche gli asparagi e i pungitopi che popolano quei luoghi. Offre rifugio e favorisce lo sviluppo di abbondante avifauna, sia stanziale che migratrice: picchio, poiane, nibbi, gheppi, assioli, barbagianni e corvidi tra gli altri. Il pino d’Aleppo, più resistente all’aerosol marino, con le chiome modellate naturalmente per resistere al mare è la barriera fondamentale per il bosco retrostante.

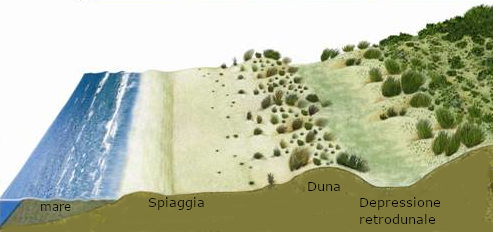
La duna ha la funzione di smorzare la violenza erosiva del mare. Durante i marosi l'onda del mare scavalca la duna e deposita il suo carico d'acqua nella depressione retrodunale in questo modo l'acqua ritorna al mare per filtrazione nella sabbia. Se non vi fosse la duna l'acqua ritornerebbe al mare dilavando la spiaggia, trasportando via grossi quantitativi di sabbia.

Situata fra la pineta e la spiaggia la duna, zona di fondamentale importanza per la stabilizzazione permanente delle sabbie, è vero baluardo contro l'erosione costiera. Presenta una vegetazione ricca e variegata; il ginepro, pianta capace di creare piccole fitocenosi, aggregando attorno a sé altre piante, i gigli di mare, la calcatreppola, il finocchio e la carota di mare, la gramigna delle spiagge, la santolina di mare, lo sporobolo, il papavero cornuto, specie “aliene” di varie provenienze: acacie e timelea, In particolare la timelea è una specie che fiorisce dall’autunno alla primavera.

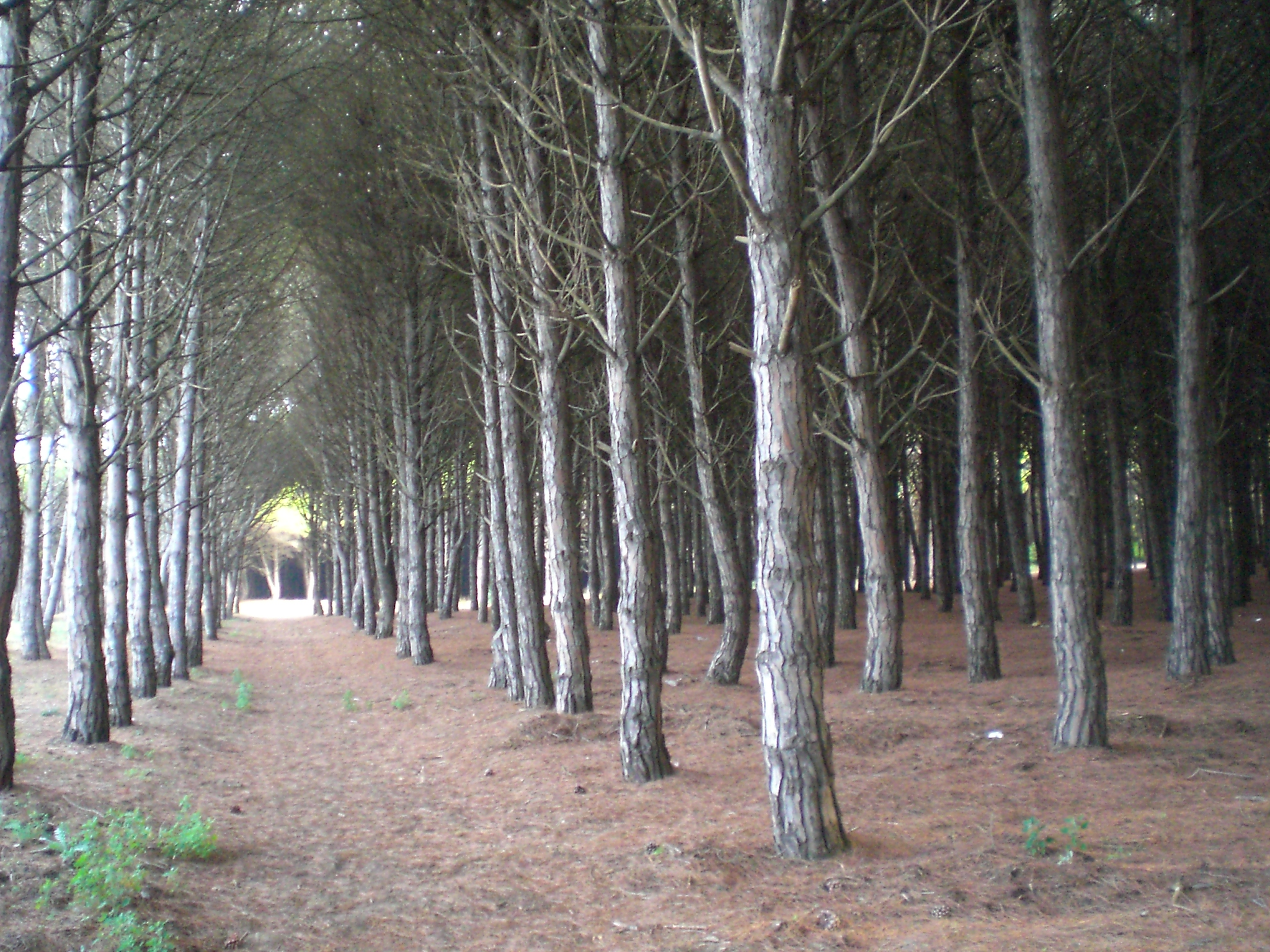
Tratto della pineta costiera nel comune di Eboli

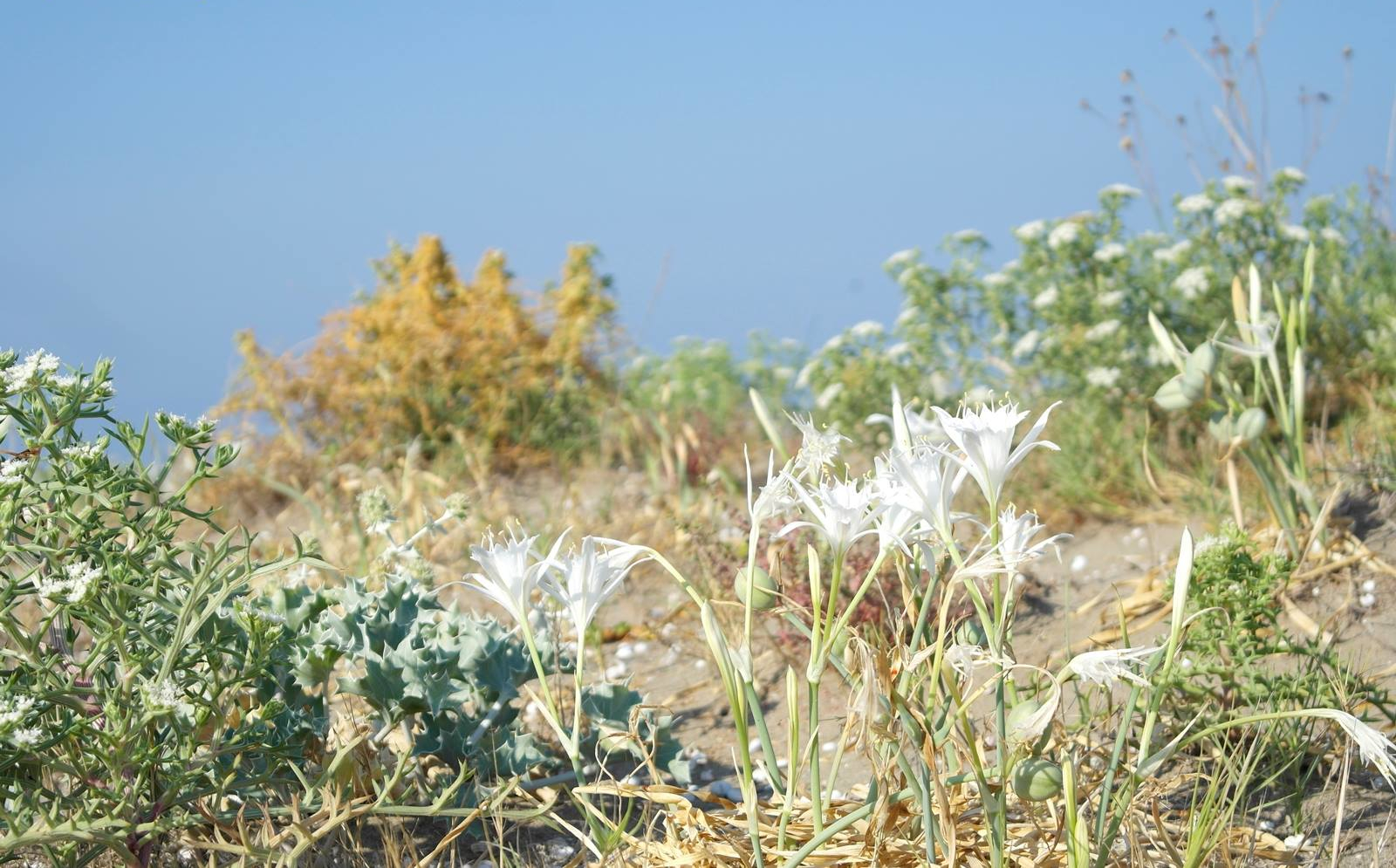
Giglio di mare

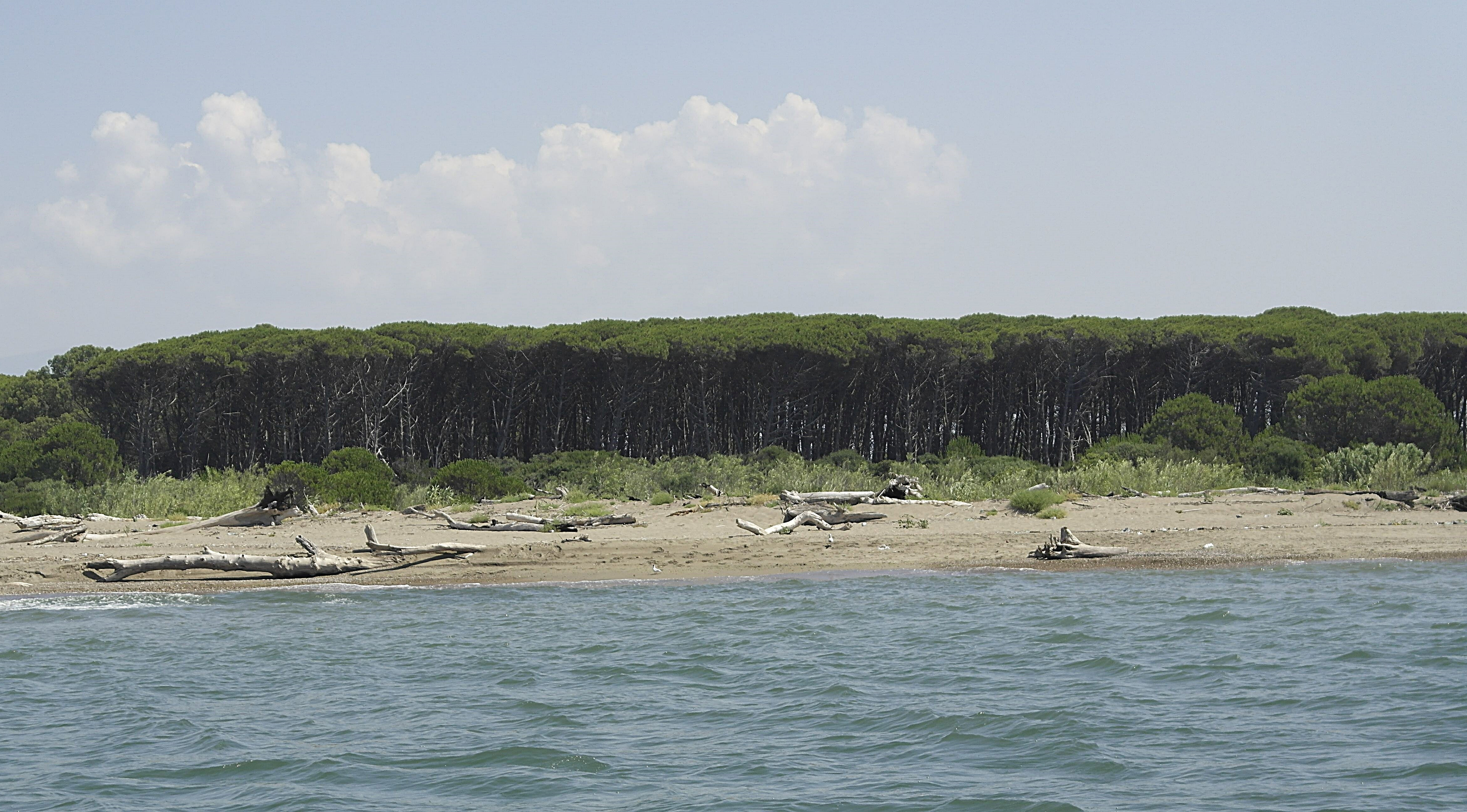
Fascia della pineta costiera.

## Fauna
Ospita un gran numero di specie animali legate agli ambienti umidi. Oltre ad anfibi e rettili, come il tritone crestato e l'ululone dal ventre giallo, il Sele ospita la lontra, diventata per i suoi numerosi avvistamenti il simbolo dell'Oasi di Persano, la cui presenza è indice di un'ottima qualità ambientale. L'avifauna presenta l'airone cenerino, la gallinella d'acqua ed il germano reale, lo svasso maggiore e il tarabusino, il martin pescatore e finanche il cavaliere d’Italia

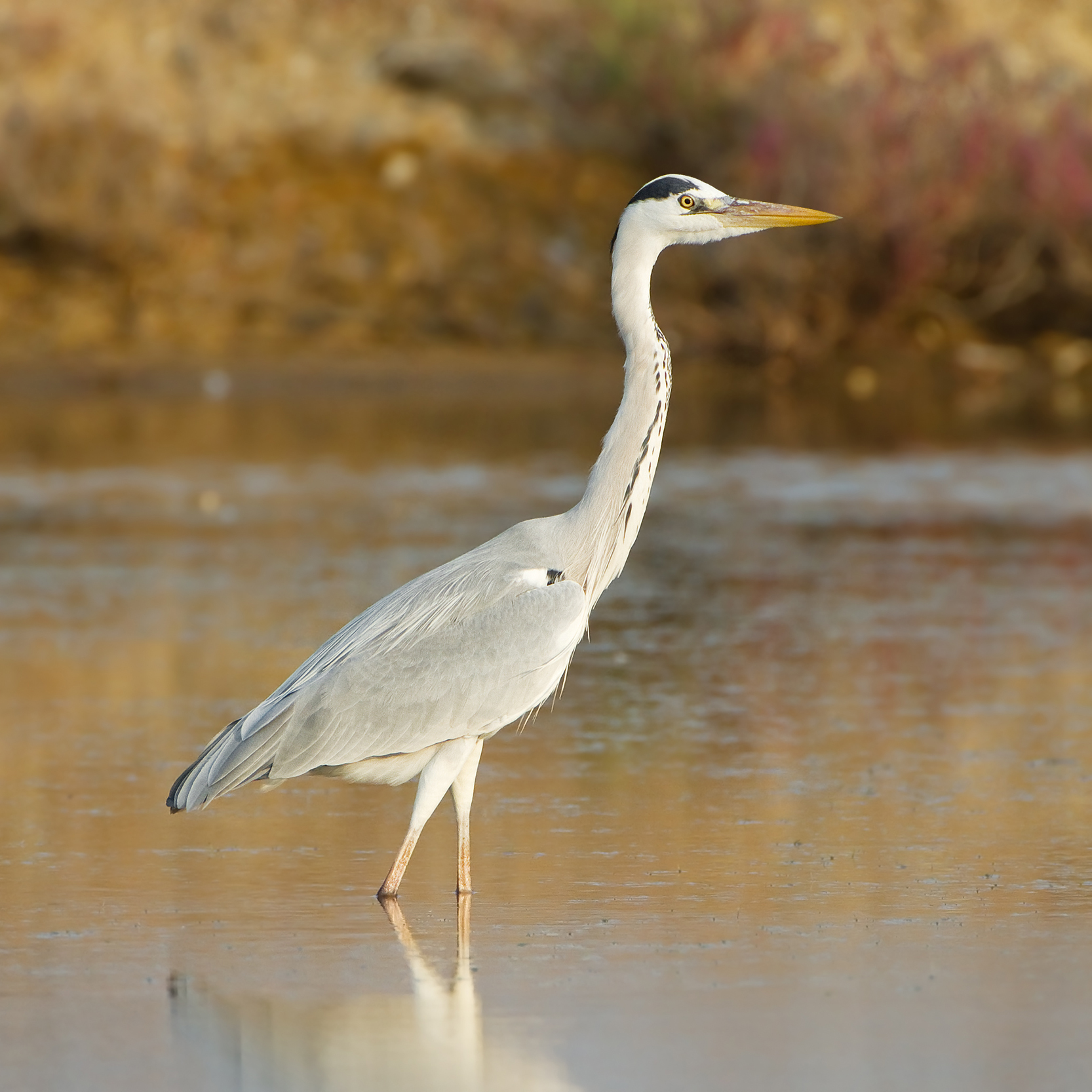
Airone cenerino

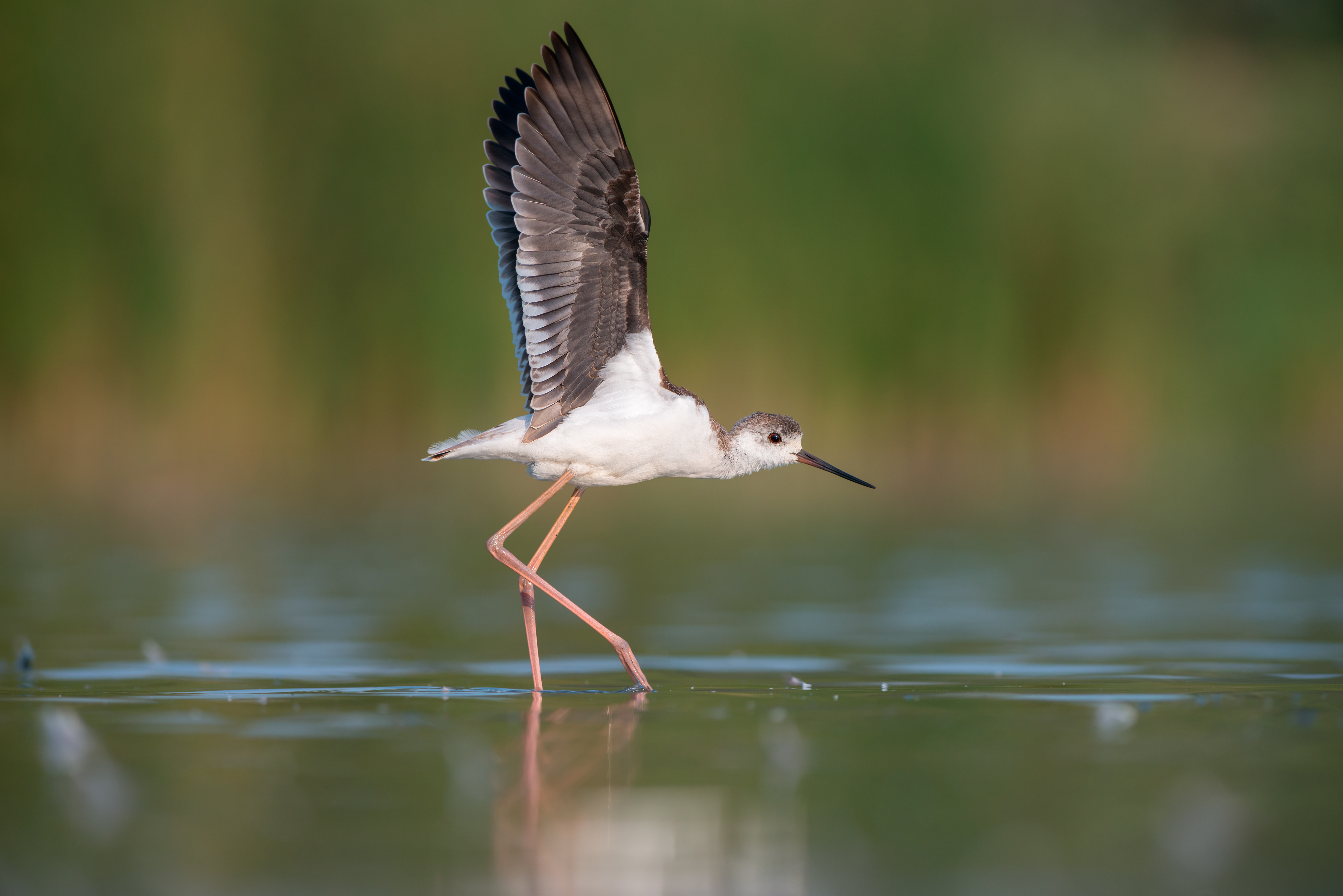
Cavaliere d'Italia

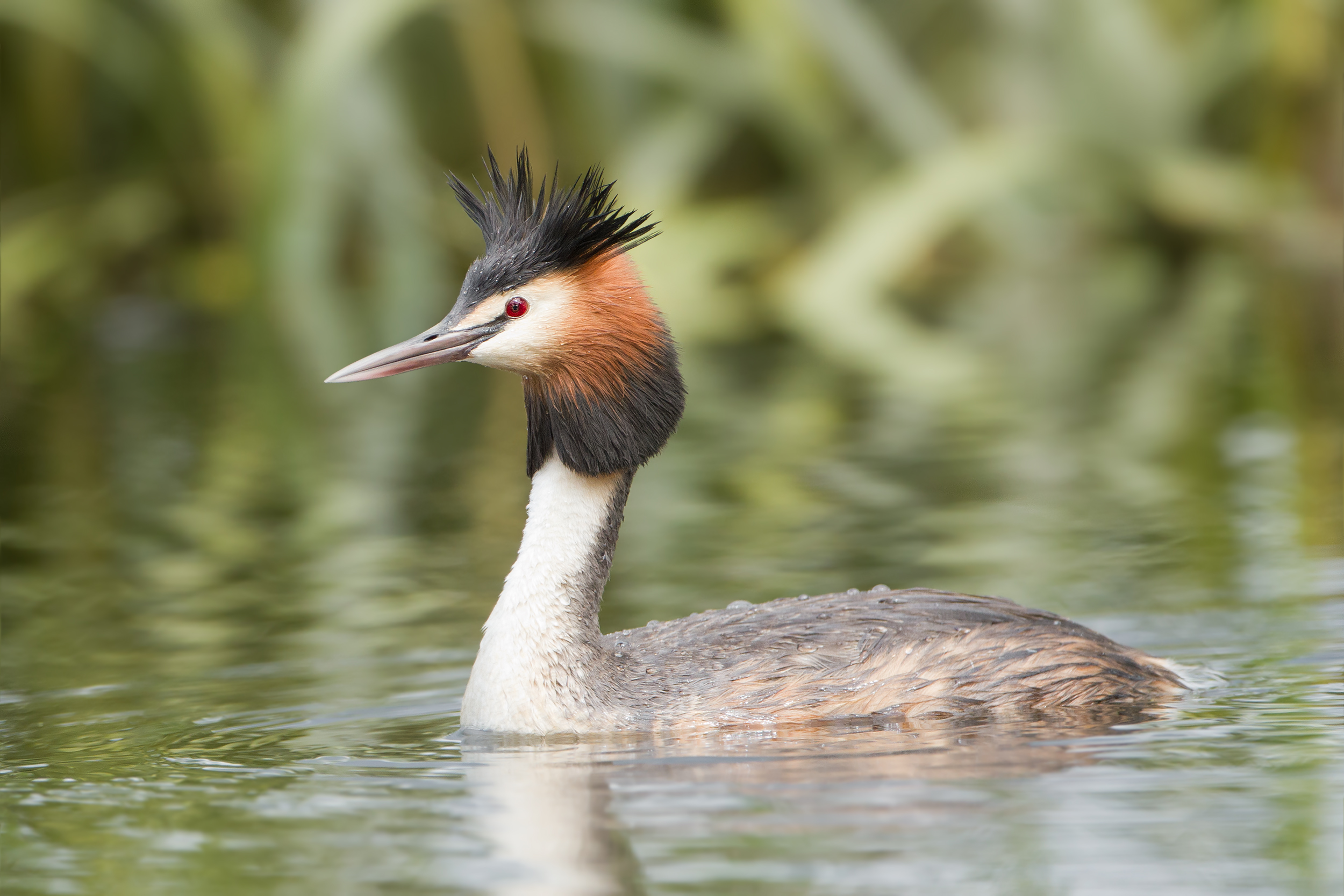
Svasso maggiore